# Hexatoma (Eriocera) toxopei
Hexatoma (Eriocera) toxopei is een tweevleugelige uit de familie steltmuggen (Limoniidae). De soort komt voor in het Oriëntaals gebied.